# Neomysis meridionalis
Neomysis meridionalis is een aasgarnalensoort uit de familie van de Mysidae. De wetenschappelijke naam van de soort is voor het eerst geldig gepubliceerd in 1924 door Colosi.